# Morte e funeral de Estado de Sun Yat-sen

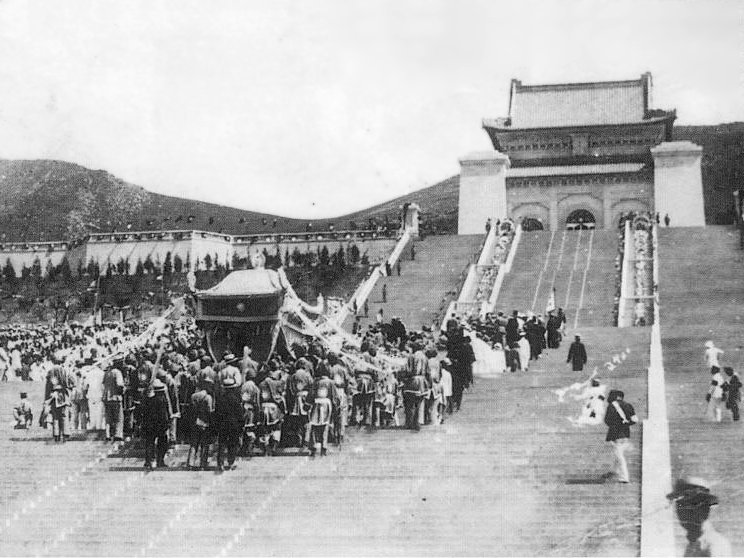
Funeral de Sun Yat-sen, próximo ao Mausoléu Zhongshan

Às 9h30 da manhã do dia 12 de março de 1925, Sun Yat-sen, fundador da república na China e líder do Partido Nacionalista da China, morreu de câncer de fígado e vesícula biliar na cidade de Pequim, pouco antes de uma reunião com Zhang Zuolin sobre a reunificação da China e o fim dos demais senhores da guerra. Ele tinha 59 anos.

## Doença e Morte
No dia 13 de novembro de 1924, na véspera de uma viagem de Sun para o norte, ele saiu da então capital revolucionária do Governo da República da China em Guangzhou para ir rumo a Xangai, e conversou com Chiang Kai-shek, expressando sua preocupação com sua saúde: "Sei que esta viagem a Pequim é extremamente perigosa e é incerto se poderei voltar no futuro. No entanto, Yu Zhizhi foi para o norte para lutar pela revolução e salvar o país e o povo, então que perigo poderia haver? Aos 59 anos, mesmo que você morra, pode ficar tranquilo!"
Chiang teria respondido: "Senhor, por que você disse isso de repente hoje?" Sun respondeu: "Os mortais sempre morrerão, desde que morram bem. Se dois ou três anos atrás, Yu não tivesse morrido; Hoje, você poderia completar minha ambição inacabada e então pode morrer!"
De acordo com uma lembrança de Huang Jilu: "Quando o [Sun Yat-sen] passou por Xangai em seu caminho para o norte, ele disse aos camaradas em Xangai: 'Estou velho! Não sei se vai acontecer este ano ou no próximo.' "O primeiro-ministro parece ter tido uma premonição de que seu curso de vida está chegando ao fim, afinal, porque o primeiro-ministro é um médico extremamente inteligente que tem uma compreensão muito sutil da condição de seu corpo, ou porque o primeiro-ministro é um filósofo sincero que pode prever isso?”
Em 4 de dezembro, Sun chegou a Tianjin e recebeu uma grande recepção. No entanto, ele se sentiu mal devido à fadiga e a um resfriado. :217-218. O diário de Bao Shijie registrou: No dia 3, “o Primeiro-Ministro não parecia cansado”, e no dia 4, “ele adoeceu e nunca se recuperou. Isso foi realmente inesperado!” “Em 25 de dezembro, o Dr. Xiao Guanyong, diretor do Hospital Tongren em Pequim, Japão, visitou o Primeiro-Ministro e diagnosticou-o com hepatite.” No dia 29, “o médico alemão examinou o Primeiro-Ministro hoje e disse que ele estava realmente sofrendo de doença hepática.” 
Em 31 de dezembro, Sun Fubing chegou a Pequim e emitiu a "Declaração de Entrada em Pequim" e um discurso escrito ao povo que o recebeu :218. No dia de Ano Novo de 1925, “convidamos seis ou sete médicos estrangeiros para examinar os sintomas do paciente. Todos concluíram que era uma doença hepática. No entanto, que tipo de doença hepática era e como tratá-la não eram algo que pudesse ser determinado por uma pessoa de cada vez.”  Em 4 de janeiro de 1925, "médicos russos foram convidados para ajudar e dar conselhos, que foram então discutidos com Klee. Naquela época, a temperatura corporal do Sr. Sun não excedia o normal e sua mente estava muito clara." Song Ziwen consultou Sun Yat-sen sobre a elaboração de um "Testamento Familiar" separado. Sun assinou o "Testamento de Assuntos Nacionais" na residência de Gu Weijun. No entanto, quando ouviu os choros de Soong Ching-ling do lado de fora, disse: "Guarde isso por enquanto, falaremos sobre isso em alguns dias. Ainda tenho alguns dias de vida."
Na manhã de 11 de março, às 8h, He Xiangning foi ao leito de Sun Yat-sen para visitá-lo e percebeu que seus olhos já estavam sem brilho. Ela saiu e alertou os presentes: "Agora, não podemos mais esperar para que o senhor assine!" Wang então pegou uma caneta e pediu a Sun que assinasse. Chen Youren também apresentou o "Testamento à União Soviética", redigido por ele e Borodin, que foi lido por Song Ziwen antes de ser assinado por Sun. A respiração de Sun tornou-se cada vez mais difícil, e ele estava exausto, repetindo as palavras: "Paz", "Luta" e "Salvem a China". Os médicos, preocupados com seu estado, pediram que ele descansasse. Segundo Deng Zeru, pouco antes de sua morte, Sun ainda murmurou: "Amigo... ou inimigo?", expressando sua desconfiança em relação à União Soviética. Na noite de 11 de março, às 18h30, suas mãos e pés começaram a esfriar e ele já não conseguia mais falar. Um médico então declarou: "O pulso já não é mais detectável. Prestem atenção ao momento da passagem." Porém, às 3h da madrugada do dia seguinte, Sun despertou mais uma vez. Em 12 de março, às 9h30 da manhã, o coração de Sun Yat-sen parou de bater e sua respiração cessou. Ele faleceu em Pequim. No mesmo dia, às 12h30, seu corpo foi transferido para o Hospital da União Médica para embalsamamento. Após três dias de preparação, seu funeral foi realizado em 15 de março.

## Reação
No seu último dia, Sun desejou ter um funeral cristão, numa altura em que os movimentos anticristãos estavam no seu auge :40-43. Ele instruiu os líderes do Kuomintang a não discriminarem Soong Ching Ling por causa da sua identidade cristã. Houve grande controvérsia ao discutir a cerimônia, com alguns argumentando que os líderes revolucionários não deveriam ser explorados pela religião :43.
Apesar da forte oposição do Kuomintang, Song Qingling e Sun Ke insistiram em realizar um funeral privado para Sun usando ritos cristãos no Hospital da Faculdade Médica da União de Pequim antes de permitir que o Comitê Central do Kuomintang realizasse um funeral público em Pequim. :169 . Wang Jingwei mediou e respeitou os últimos desejos de Sun :43. Para minimizar o fato de que o líder revolucionário era cristão, a cronologia oficial de Sun Yat-sen na China continental e em Taiwan não registra o fato histórico de um funeral cristão.

### Chiang Kai-Shek
Quando Sun morreu, Chiang Kai-shek estava ocupado com a Expedição Oriental do Exército Nacional Revolucionário em Guangdong. Ao saber da morte de Sun, Chiang enviou uma carta de condolências a todos os soldados do exército, retornou a Guangzhou para prestar suas homenagens e reorganizou os assuntos da escola. :10

### Governo de Beiyang
O executivo interino Duan Qirui ordenou que toda a nação hasteasse bandeiras a meio mastro durante três dias, que todas as agências governamentais tirassem um dia de folga e que um funeral de estado fosse realizado com um salão de luto instalado no Central Park. Duan Qirui recebeu a notícia e enviou um representante para oferecer condolências. Ele ordenou que todo o país hasteasse bandeiras a meio mastro por três dias e usasse um "funeral de estado". O Kuomintang não reconhecia o governo de Pequim e, portanto, não aceitou o tal funeral de estado: Ele apenas usou um funeral nacional para mostrar sua igualdade com os cidadãos. Embaixadas estrangeiras também hastearam bandeiras a meio mastro. :253

### Imprensa
Em 13 de março de 1925, o South China Morning Post disse em um editorial: "Ele (Sun) é uma das poucas pessoas na raça humana que ousa desafiar quase tudo por uma ideia. Quando o julgamento final chegar, ele pertencerá ao reino dos céus ." :495
Li Dazhao disse sobre Sun: "Por quarenta anos, ele dedicou toda a sua energia e jurou usar o céu azul, o sol branco e a bandeira vermelha para despertar o espírito de liberdade e independência e preservar a retidão no mundo." :313

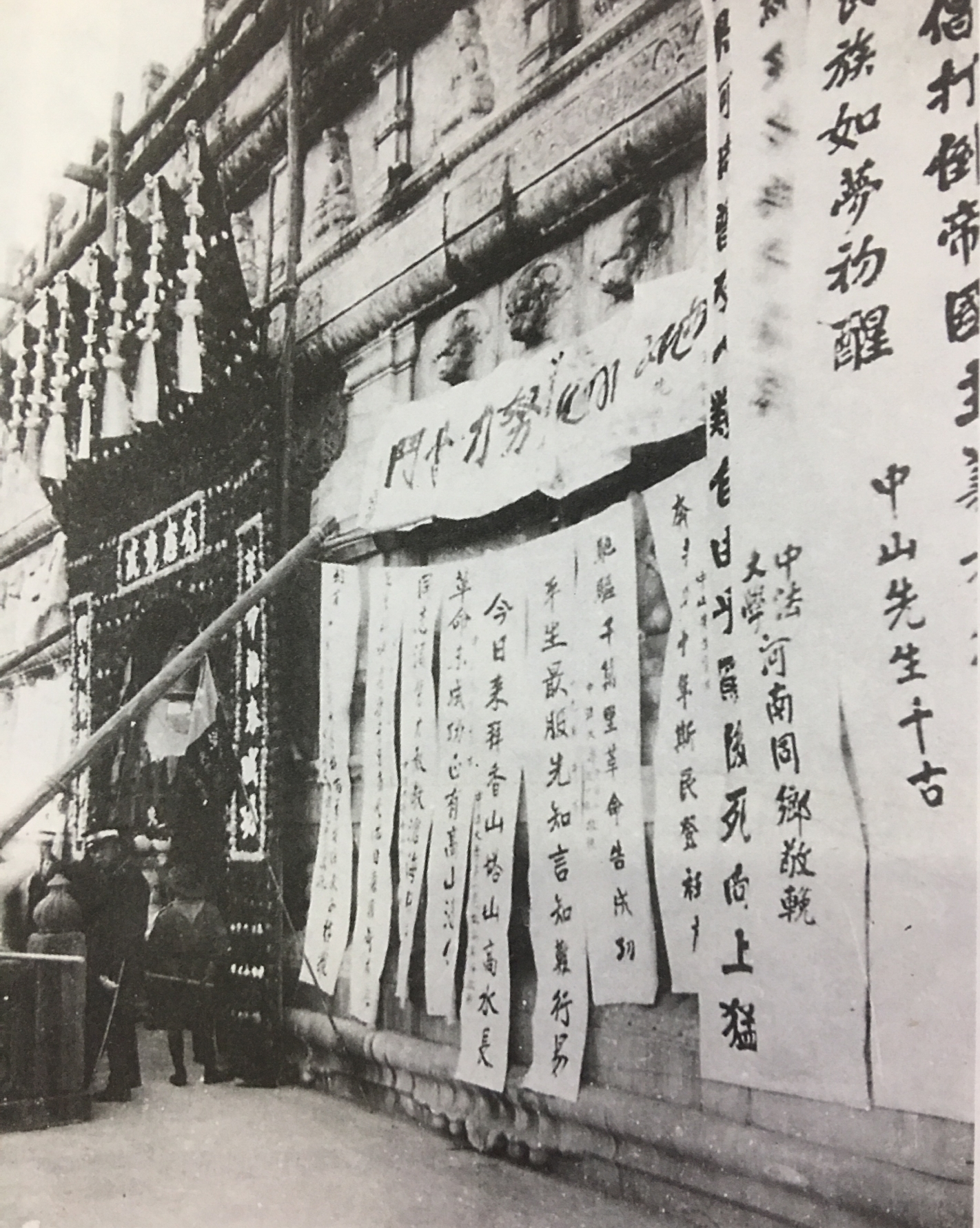
Após a morte de Sun, dísticos fúnebres do lado de fora do salão memorial do Templo Biyun de Pequim

### Outras Figuras
- Duan Qirui: "A República foi estabelecida. Se rastrearmos sua origem, o primeiro crédito vai para o mundo; a revolução está acontecendo, sem começo ou fim, e o grande ano não precisa ser pedido pelo céu."
- Li Yuanhong: "Os rios Yangtze e Han se abriram sem guerra, e a República foi estabelecida com a participação pública; olhando para trás, quem foi o mais talentoso na construção do mundo?"
- Tang Jiyao : "Fundou a República sozinho, tendo passado por muitas dificuldades e sofrimentos, seu nome certamente brilhará na história; quando eu estava em apuros, de repente fiquei gravemente doente e não conseguia me levantar, e olhei para as Planícies Centrais com lágrimas nos olhos."[19]
- Zhang Binglin: "Hong morreu em Jiazi, Gong morreu em Yichou, com sessenta anos de diferença, sucesso e fracasso; ele herdou o título de Zhongshan em vida e foi enterrado ao lado do Mausoléu de Xiaoling após sua morte, o mundo é o mesmo nos tempos antigos e modernos."[20]
- Tang Shaoyi: "A Constituição está quebrada, a República está em perigo, a revolução não teve sucesso, quem pode sustentar o edifício? As negociações de paz terminaram e eu fui demitido. Não tenho como consertar a situação e me sinto envergonhado por ter falhado com você, meu Senhor."[21]
- Wu Jinglian: "Os traidores ainda não foram eliminados, e acho que você ainda tem ódio oculto; os corações das pessoas não estão mortos, e espero que o futuro se levante e complete as conquistas anteriores."
- Lin Sen: "Um homem para toda a eternidade; um homem para toda a eternidade."
- Li Jiabai: "Ele foi o primeiro a se preocupar com o mundo e seus próprios pensamentos, e ele era incomparável na história. Mais tarde, Lenin morreu, e seu sucesso ou fracasso foi deixado para as pessoas julgarem. Sua morte foi lamentada por pessoas tanto em casa quanto no exterior."[22]

## Galeria

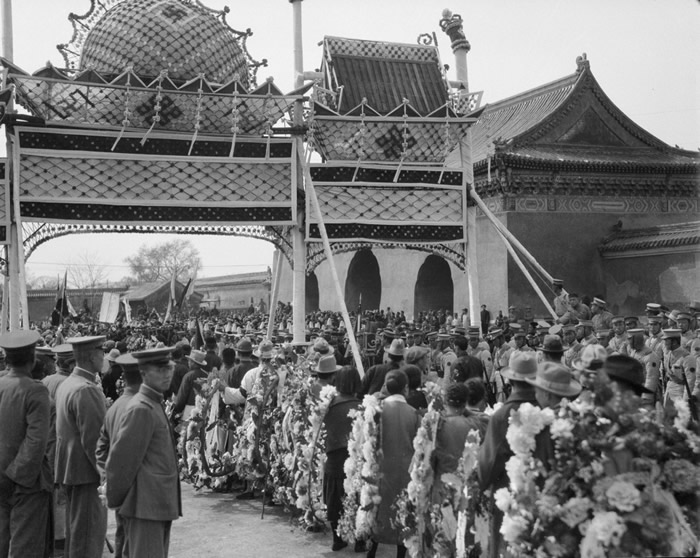
Um grupo de moradores de Pequim foi ao Central Park para prestar homenagem depositando coroas de flores
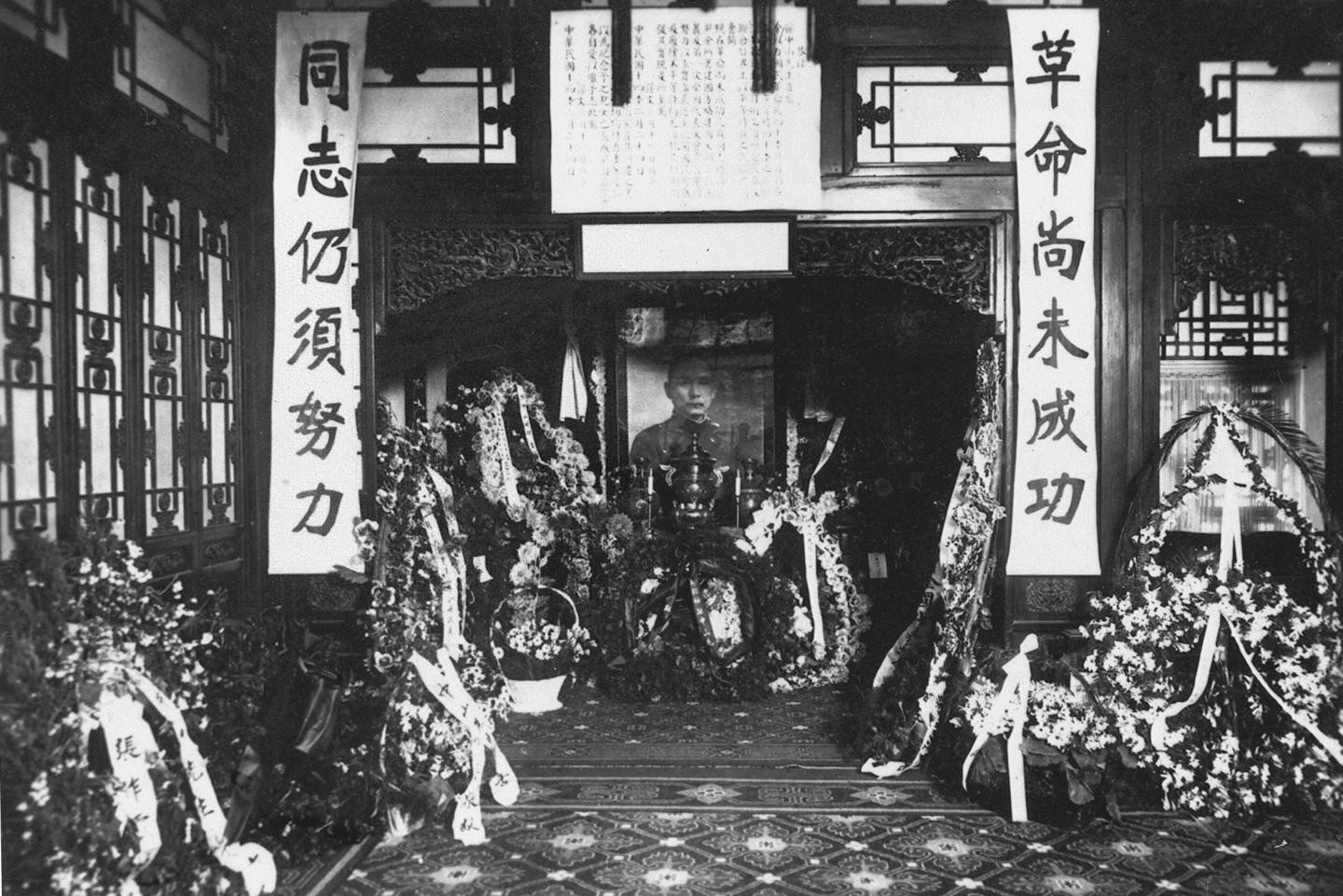
Em 2 de abril de 1925, o salão memorial de Sun Yat-sen foi instalado no salão principal do Altar do Céu e da Terra, no Parque Central de Pequim.
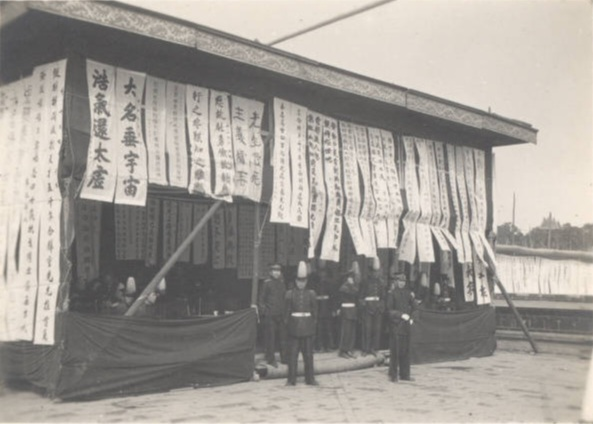
"Um mar de dísticos elegíacos" fora do salão funerário de Sun
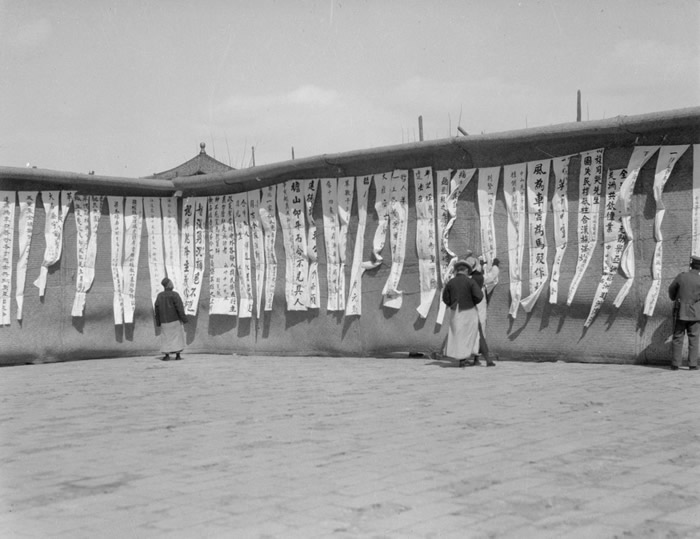
"Um mar de dísticos elegíacos" fora do salão funerário de Sun
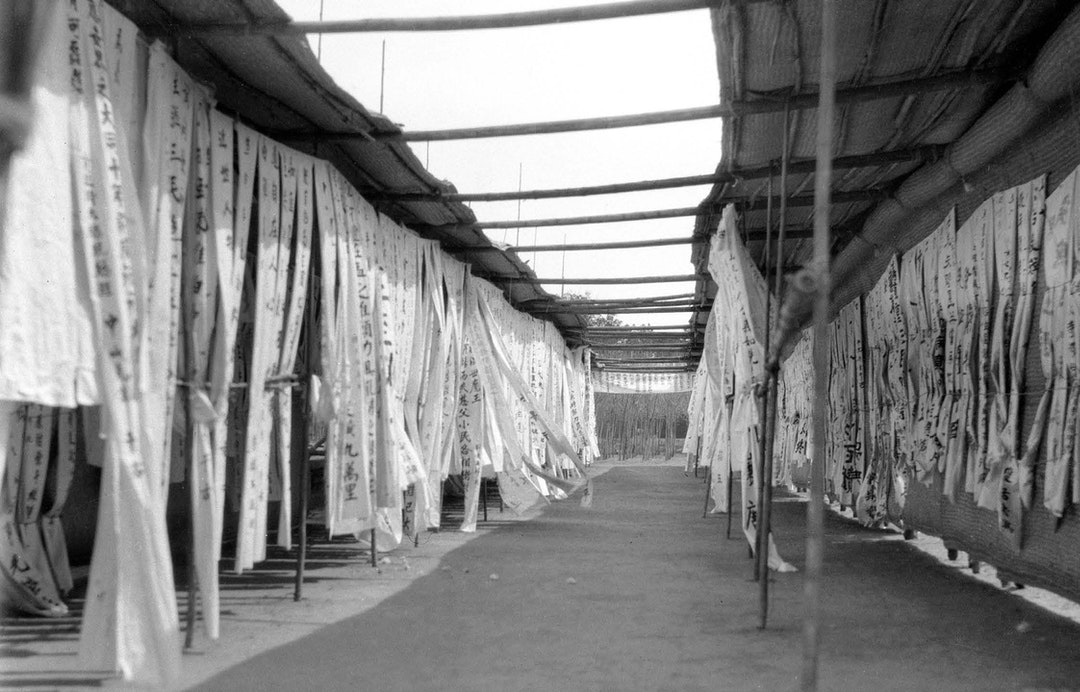
Há um mar de dísticos elegíacos do lado de fora do salão funerário de Sun
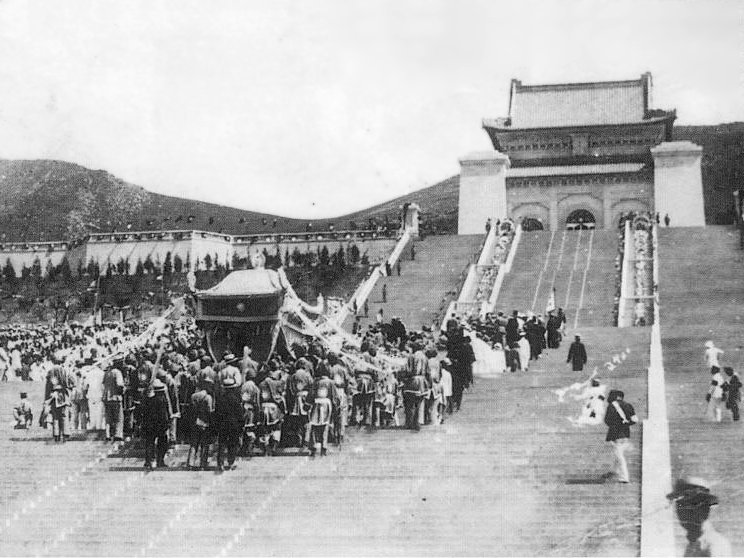
Em 1º de junho de 1929, o caixão de Sun Yat-sen foi enterrado no Mausoléu de Sun Yat-sen.
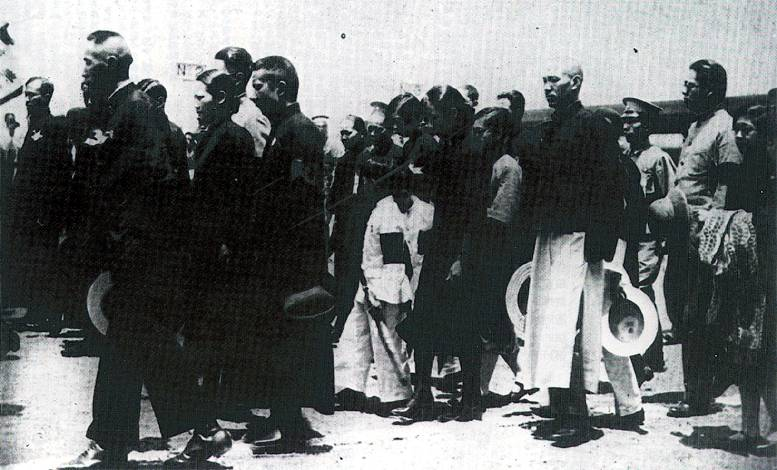
Chiang Kai-shek e Soong Mei-ling compareceram à cerimônia de sepultamento de Sun
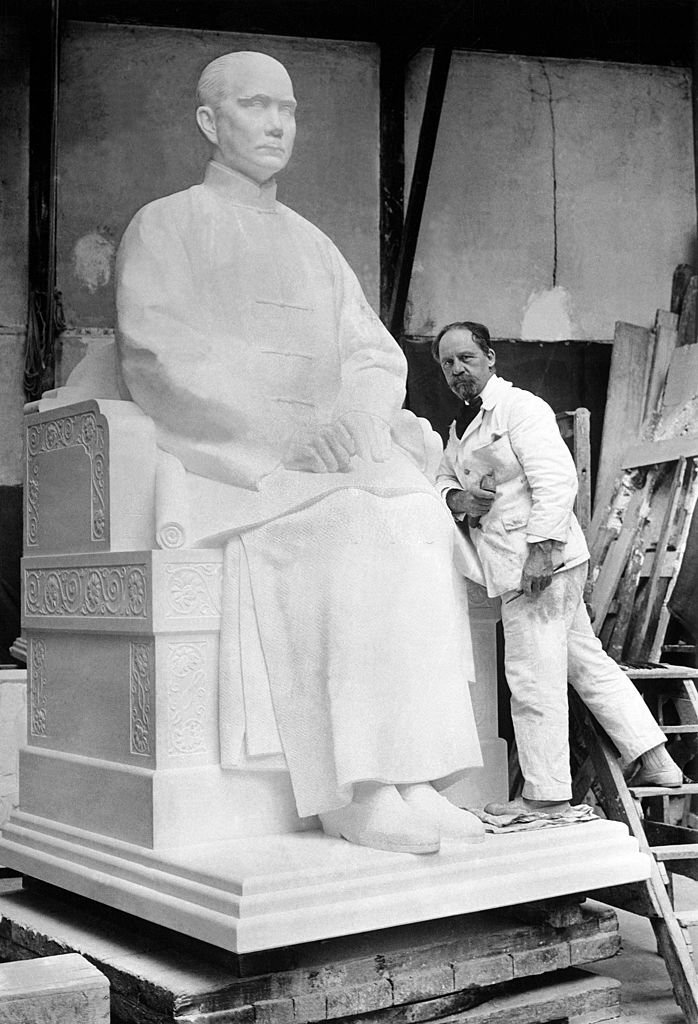
O escultor francês Paul Landowski posa com a estátua de Sun
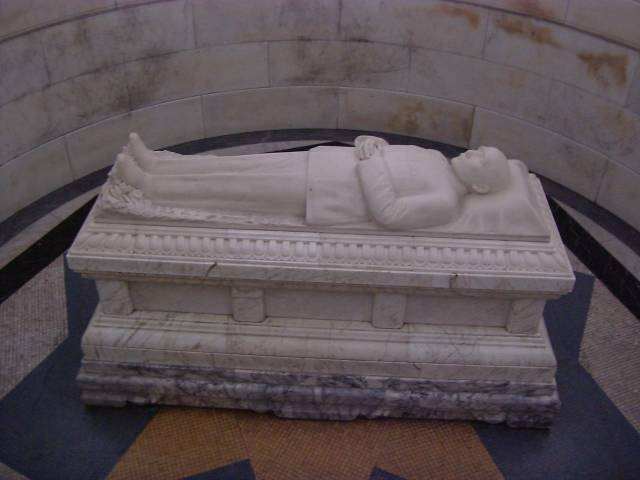
Mausoléu de Sun Yat-sen em Nanquim
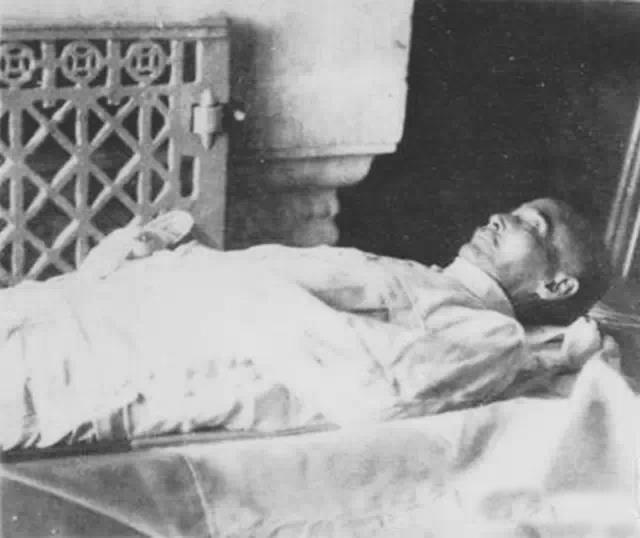
Restos mortais de Sun